# Parafia św. Szczepana w Koźlu
Parafia św. Szczepana w Koźlu – parafia rzymskokatolicka, znajdująca się w archidiecezji łódzkiej, w dekanacie strykowskim.
Według stanu na miesiąc luty 2017 liczba wiernych w parafii wynosiła 1190 osób.
Do parafii należą miejscowości: Bronin, Ciołek, Gozdów, Jurków, Koźle, Osse, Pludwiny, Romanów (część wsi Zagłoba), Sadówka, Wrzask i Zagłoba.